# Michael Klukowski
Michael "Mike" Klukowski, né le 27 mai 1981 à Amstetten en Autriche, est un  footballeur international canadien d'origine polonaise. Il évoluait au poste de latéral gauche.

## Carrière
Né en Autriche, il a pourtant les nationalités canadienne et polonaise. Après des débuts au Canada, il traverse l'Atlantique pour rejoindre le Dijon FCO en 1999 et en 2001, le Lille OSC. Il rejoint l'année suivante la Belgique et la RAA Louviéroise avant d'arriver au FC Bruges en janvier 2005. Milieu de terrain de formation, il joue maintenant arrière gauche. Titulaire indiscutable, deux graves blessures en 2005 et 2006 l'éloignent des terrains mais à chaque fois, il parvient à retrouver très vite sa place de titulaire dans l'équipe.
En août 2010, il signe un contrat de trois ans au club turc d'Ankaragücü.
Depuis août 2012, il joue en faveur de l'APOEL Nicosie
Il est également international dans l'équipe du  Canada.

## Statistiques
| Saison  | Club            | Pays     | Championnat | Match | Buts |
| ------- | --------------- | -------- | ----------- | ----- | ---- |
| 2002/03 | RAA Louviéroise | Belgique | Division 1  | 31    | 1    |
| 2003/04 | RAA Louviéroise | Belgique | Division 1  | 26    | 0    |
| 2004/05 | RAA Louviéroise | Belgique | Division 1  | 16    | 2    |
|         | FC Bruges       | Belgique | Division 1  | 6     | 0    |
| 2005/06 | FC Bruges       | Belgique | Division 1  | 18    | 0    |
| 2006/07 | FC Bruges       | Belgique | Division 1  | 20    | 0    |
| 2007/08 | FC Bruges       | Belgique | Division 1  | 31    | 0    |
| 2008/09 | FC Bruges       | Belgique | Division 1  | 24    | 0    |
| 2009/10 | FC Bruges       | Belgique | Division 1  | 35    | 0    |

## Palmarès
RAA Louviéroise
- Vainqueur de la Coupe de Belgique en 2003.

 FC Bruges
- Champion de Belgique en 2005.
- Vainqueur de la Coupe de Belgique en 2007.

 APOEL Nicosie
- Champion de Chypre en 2013.